# 라이너 마리아 릴케
라이너 마리아 릴케(독일어: Rainer Maria Rilke, 1875년 12월 4일 ~ 1926년 12월 29일)는 오스트리아의 시인이자 소설가이다. 20세기 최고의 독일어권 시인 중 한 명이다.
오스트리아-헝가리 제국 보헤미아 왕국의 프라하에서 출생하여 고독한 소년 시절을 보낸 후 1886년부터 1891년까지 육군 유년 학교에서 군인 교육을 받았으나 중퇴하였다. 프라하·뮌헨·베를린 등의 대학에서 공부하였다. 일찍부터 꿈과 동경이 넘치는 섬세한 서정시를 썼다. 본명은 레네 카를 빌헬름 요한 요제프 마리아 릴케(René Karl Wilhelm Johann Josef Maria Rilke)였으나 연인이었던 루 살로메의 조언에 따라 라이너 마리아 릴케라는 이름으로 바꾸게 되었다.

## 생애
그의 생애는 대략 4기로 나눌 수 있다.
제1기는 시집 《가신에게 바치는 제물들》, 단편소설《旗手 크리스토프 릴케의 죽음과 사랑의 노래(de)》 등을 발표한 시기이며,
제2기는 뮌헨에서 만난 러시아 여자 살로메에게 감화를 받아 러시아 여행을 떠난 후, 러시아의 자연과 소박한 슬라브 농민들 속에서 《나의 축제를 위하여》,《사랑하는 신 이야기》,《기도 시집》,《형상 시집》 등을 발표한 시기로 볼 수 있다. 이 시절에 루 살로메를 만나 사랑을 나누고 그를 위해 <<그대의 축제를 위하여>>라는 시집을 써서 혼자서 간직한다. 1902년 이후 파리로 건너가 조각가 로댕의 비서가 되었는데, 그는 로댕의 이념인 모든 사물을 깊이 관찰하고 규명하는 능력을 길렀다.
제3기에 그는 조각품처럼 그 자체가 하나의 독립된 우주와 같은 시를 지으려고 애썼다. 1907년 《신시집 (die Neuen Gedichte)》, 《로댕론》을, 1908년 《신시집 제2부 (Der neuen Gedichte anderer Teil)》를 발표하고, 이어 1909년 파리 시대의 불안과 고독, 인간의 발전을 아름답게 서술한 일기체의 단 한편의 장편소설 《말테의 수기(de)》를 발표하였다.
제4기는 1913년 제1차 세계 대전이 일어났을 때였다. 그 때까지 작품 활동을 중지하고 있던 릴케는 10년간의 침묵 끝에 1923년 스위스의 고성에서 최후를 장식하는《두이노 비가(de)》,《오르페우스에게 바치는 소네트》를 발표하였다. 그의 모든 작품들은 인간성을 상실한 이 시대의 가장 순수한 영혼의 부르짖음으로써 높이 평가되고 있다.
릴케는 수많은 사람들과 편지로 교류를 하였다.
당시 삶과 예술, 고독, 사랑 등의 문제로 고뇌하던 젊은 청년 프란츠 카푸스(de)에게 보낸 열 통의 편지는 《젊은 시인에게 보내는 편지》라는 제목으로 출간되어 독일은 물론 미국에서도 많은 독자들의 사랑을 받고 있다.
그의 죽음 직전에 릴케(Rilke)의 병은 백혈병으로 진단되었다. 그는 입속 궤양을 앓고 있었고, 위장등에 통증과 점점 더 열악해지는 건강으로 고생했다. 1926년 12월 29일 스위스 발몽 요양소(Valmont Sanatorium)에서 사망했다. 그는 1927년 1월 2일 비스프(Visp) 서쪽에 있는 라론(Raron) 공동 묘지에 묻혔다.
릴케(Rilke)는 이 시를 자신의 비문으로 선택했다.
Rose, oh reiner Widerspruch, Lust,
Niemandes Schlaf zu sein unter soviel Lidern.
장미, 오 순수한 모순, 욕망,
이렇게도 많은 뚜껑 아래에서 아무도 잠을 자지 않는다.

## 작품
Leben und Lieder(Life and Songs, 삶과 노래) 1894년 11월

## 관련 서적
《릴케 - 영혼의 모험가》(볼프강 레프만 지음, 김재혁 옮김, 책세상, 1997)